# Lewinia mirificus
Lewinia mirificus là một loài chim trong họ Rallidae.